# Enver Ismayilov (Architecte)
Enver Ismayilov (en azéri: : Ənvər Ələkbər oğlu İsmayılov ; né le 10 avril 1916 à Tiflis et mort le 25 avril 1988 à Bakou) est un architecte azerbaïdjanais et soviétique, homme d'État.

## Biographie
Enver Alakbar oghlu Ismayilov étudie au Technicum à Bakou en 1928-1933. Plus tard il poursuit son éducation à l’Institut industriel azerbaїdjanais à la faculté d’archetecture et génie. Il commence son parcours professionnel à l’Institut de design, au poste de l’architecte.
- 1942 – 1944, chef de la Département du commissariat du peuple pour logement.
- En 1951 Enver Ismayilov prend la tête de l’Institut de design.
- De 1951 à 1953 E.Ismayilov occupe les postes de responsables au Département pour architecture auprès du Conseil des Ministres.
- De 1955-1957 il est au poste d’adjoint du président du Comité d’État du génie civil et d’architecture auprès du Conseil des Ministres de la RSS d’Azerbaïdjan.
- Dès janvier 1958 E.Ismayilov exerce les fonctions du vice-ministre du génie civil de la RSS d’Azerbaïdjan.

## Travaux
Enver Ismayilov est l’auteur de plusieurs immeubles à Bakou et d’autres villes d’Azerbaїdjan:
- bâtiment du cirque de Bakou ;
- station du métro Neftchilar ;
- monuments à Khourchidbanou Natavan et Mirza Alakbar Sabir etc.

## Monographies
Ə. İsmayılov — Azərbaycan SSR şəhərlərin plan quruluşu. (1974)Бакы: Азәрнәшр. 1974. 65 сәһ.
Әнвәр Исмајылов. Азәрбајҹан ССР-дә сәнаје вә мүлки тикинтиләрин инкишафы. Бакы: Азәрнәшр. 1959. 32 сәһ.